# East Rutherford (Nova Jérsei)
East Rutherford é um distrito localizado no estado americano de Nova Jérsei, no Condado de Bergen. A cidade já sediou importantes eventos de futebol (notavelmente alguns jogos da Copa do Mundo de 1994 e a final do Mundial de Clubes FIFA de 2025) e de futebol americano (Super Bowl XLVIII, em 2 de fevereiro de 2014). Trata-se da cidade onde foi realizado o maior número de partidas da NFL devido à presença do MetLife Stadium, que é casa dos times de futebol americano New York Giants e New York Jets (ambos da NFL) e que substituiu o Giants Stadium onde jogava, além do Jets e do Giants, o time de futebol New York Red Bulls (da MLS). Em 2007, serviu como palco para a parte estado-unidense do Live Earth, um evento global que planeja a conscientização popular sobre os efeitos do aquecimento global.

## Demografia
Segundo o censo americano de 2000, a sua população era de 8716 habitantes. 
Em 2006, foi estimada uma população de 8931, um aumento de 215 (2.5%).

## Geografia
De acordo com o United States Census Bureau tem uma área de 
10,8 km², dos quais 9,9 km² cobertos por terra e 0,9 km² cobertos por água.